# シエラレオネの元首
シエラレオネの元首（シエラレオネのげんしゅ、英語: heads of state of Sierra Leone）は、シエラレオネ共和国の元首であり、政府の長である。

## 概要
独立した1961年から1971年までのシエラレオネの国家元首はイギリス国王の女王エリザベス2世を元首とし、総督と首相がいる、立憲君主であったが、1971年からは大統領を元首とする共和制に移行した。

## 選出
現在は、5年に一度行われる国民選挙によって、一院制の同国の国会の国会議員と同時に選出される。

## 権限
- 閣僚の任命、統括
- 同国国会の12議席の補充（同国の国会の議席数は124あるが、国民選挙によって選出されるのは112の議席で残りを大統領が指名する。）

など非常に強大な権限を有している。

## 元首の一覧
| シエラレオネ       |                                                                             |                               |                               |                               |                                        |              |                               |
| 国王               |                                                                             |                               |                               |                               |                                        |              |                               |
| 代                 | 国王                                                                        | 国王                          | 出身家                        | 在任期間                      | 在任期間                               | 在任期間     | 備考                          |
| 01                 | エリザベス2世                                                               |                               | ウィンザー家                  | 1961年4月27日 - 1971年4月19日 | 1961年4月27日 - 1971年4月19日          | 9年 + 357日  |                               |
| 総督               |                                                                             |                               |                               |                               |                                        |              |                               |
| 代                 | 総督                                                                        | 総督                          | 出身政党                      | 在任期間                      | 在任期間                               | 在任期間     | 備考                          |
| 01                 | モーリス・ヘンリー・ドーマン                                                |                               | 無所属                        | 1961年4月27日 - 1962年5月5日  | 1961年4月27日 - 1962年5月5日           | 1年 + 8日    |                               |
| 0－                | ヘンリー・ジョサイア・ ライトフット・ボストン Henry Josiah Lightfoot Boston |                               | 無所属                        | 1962年5月5日 - 1962年7月11日  | 1962年5月5日 - 1962年7月11日           | 67日         | 総督代行 （最高裁判所長官）   |
| 02                 | ヘンリー・ジョサイア・ ライトフット・ボストン Henry Josiah Lightfoot Boston | 1962年7月11日 - 1967年3月23日 | 1962年7月11日 - 1967年3月23日 | 4年 + 255日                   |                                        |              |                               |
| 0－                | バンジャ・テジャン=シー Banja Tejan-Sie                                     |                               | 無所属                        | 1968年3月22日 - 1970年9月29日 | 1968年3月22日 - 1970年9月29日          | 2年 + 191日  | 総督代行 （最高裁判所長官）   |
| 03                 | バンジャ・テジャン=シー Banja Tejan-Sie                                     | 1970年9月29日 - 1971年3月31日 | 1970年9月29日 - 1971年3月31日 | 183日                         |                                        |              |                               |
| 0－                | クリストファー・オコロ・コール Christopher Okoro Cole                       |                               | 無所属                        | 1971年3月31日 - 1971年4月19日 | 1971年3月31日 - 1971年4月19日          | 19日         | 総督代行 （最高裁判所長官）   |
| シエラレオネ共和国 |                                                                             |                               |                               |                               |                                        |              |                               |
| 大統領             |                                                                             |                               |                               |                               |                                        |              |                               |
| 代                 | 大統領                                                                      | 大統領                        | 所属政党                      | 期                            | 在任期間                               | 在任期間     | 備考                          |
| 0－                | クリストファー・オコロ・コール Christopher Okoro Cole                       |                               | 無所属                        | －                            | 1971年4月19日 - 1971年4月21日          | 2日          | 大統領代行 （最高裁判所長官） |
| 01                 | シアカ・スティーブンス Siaka Probyn Stevens                                 |                               | 全人民会議 (APC)              | 1                             | 1971年4月21日 - 1976年                 | 14年 + 221日 |                               |
| 01                 | シアカ・スティーブンス Siaka Probyn Stevens                                 | 2                             | 全人民会議 (APC)              | 1976年 - 1985年11月28日       |                                        | 14年 + 221日 |                               |
| 02                 | ジョセフ・サイドゥ・モモ Joseph Saidu Momoh                                 |                               | 全人民会議 (APC)              | 3                             | 1985年11月28日 - 1992年4月29日         | 6年 + 153日  | 任期満了前に辞任              |
| 03                 | ヤフヤ・カヌ Yahya Kanu                                                     |                               | 無所属 （軍人）               | －                            | 1992年4月29日 - 1992年5月1日           | 2日          | 元首 （国家臨時国防会議議長） |
| 04                 | バレンタイン・ストラッサー Valentine Strasser                               |                               | 無所属 （軍人）               | －                            | 1992年5月1日 - 1992年7月1日            | 3年 + 260日  | 元首 （国家臨時国防会議議長） |
| 04                 | バレンタイン・ストラッサー Valentine Strasser                               | －                            | 無所属 （軍人）               | 1992年7月1日 - 1996年1月16日  | 元首 （国家最高評議会議長 在任中に辞任 | 3年 + 260日  |                               |
| 05                 | ジュリウス・マーダ・ビオ Julius Maada Bio                                   |                               | 無所属 （軍人）               | －                            | 1996年1月17日 - 1996年3月29日          | 72日         | 元首 （国家最高評議会議長）   |
| 06                 | アフマド・テジャン・カバー Ahmed Tejan Kabbah                               |                               | シエラレオネ人民党 (SLPP)     | 4                             | 1996年3月29日 - 1997年5月25日          | 1年 + 57日   | 任期満了前に辞任              |
| 07                 | ジョニー・ポール・コロマ少佐 Johnny Paul Koroma                             |                               | 無所属 （軍人）               | －                            | 1997年5月25日 - 1998年2月12日          | 263日        | 元首 （軍事革命評議会議長）   |
| (6)                | アフマド・テジャン・カバー Ahmed Tejan Kabbah                               |                               | シエラレオネ人民党 (SLPP)     | 4                             | 1998年2月13日 - 2002年                 | 9年 + 216日  |                               |
| (6)                | アフマド・テジャン・カバー Ahmed Tejan Kabbah                               | 5                             | シエラレオネ人民党 (SLPP)     | 2002年 - 2007年9月17日        |                                        | 9年 + 216日  |                               |
| 08                 | アーネスト・コロマ Ernest Bai Koroma                                        |                               | 全人民会議 (APC)              | 6                             | 2007年9月17日 - 2012年                 | 10年 + 199日 |                               |
| 08                 | アーネスト・コロマ Ernest Bai Koroma                                        | 7                             | 全人民会議 (APC)              | 2012年 - 2018年4月4日         |                                        | 10年 + 199日 |                               |
| 09                 | ジュリウス・マーダ・ビオ Julius Maada Bio                                   |                               | シエラレオネ人民党 (SLPP)     | 8                             | 2018年4月4日 - （現職）                | 7年 + 117日  |                               |